# عمر ويليس
عمر ويليس (25 مايو 1986 - ) (بالإنجليزية: Omar Willis)‏ هو لاعب كريكت بريطاني. شارك مع منتخب جزر كايمان للكريكت.

## وصلات خارجية
- عمر ويليس على موقع إي آس بي آن كريك إنفو (الإنجليزية)